# Chimarra houvichka
Chimarra houvichka är en nattsländeart som beskrevs av Schmid 1960. Chimarra houvichka ingår i släktet Chimarra och familjen stengömmenattsländor. Inga underarter finns listade i Catalogue of Life.